# Zanclotus dioktes
Zanclotus dioktes är en tvåvingeart som beskrevs av Wilder 1984. Zanclotus dioktes ingår i släktet Zanclotus och familjen dansflugor.
Artens utbredningsområde är Washington. Inga underarter finns listade i Catalogue of Life.